# Wondering
Wondering è un singolo del gruppo musicale britannico Does It Offend You, Yeah?, pubblicato il 1º maggio 2011 come terzo estratto dal secondo album in studio Don't Say We Didn't Warn You.

## Descrizione
Ottava traccia di Don't Say We Didn't Warn You, Wondering ha visto la partecipazione vocale del rapper Trip nelle strofe e di Amy Rushent nel ritornello. Quest'ultimo è una frase tratta dal testo dal singolo Sly dei Massive Attack, presente in Protection.

## Tracce
CD promozionale (Regno Unito)
1. Wondering (Radio Version) – 2:28

CD promozionale (Europa)
1. Wondering (Radio Version) – 2:28
2. Wondering (Dirtyphonics Remix) – 4:46
3. Wondering (Album Version) – 2:27

Download digitale
1. Wondering – 2:25
2. Wondering (Dirtyphonics Remix) – 4:43

## Formazione
Gruppo
- James Rushent – sintetizzatore
- Matty Derham – chitarra
- Chloe Duveaux  – basso
- Dan Coop – sintetizzatore
- Rob Bloomfield – batteria

Altri musicisti
- Trip – rapping
- Amy Rushent – voce